# برستچکو
شهر برستچکو (به روسی: Берестечко) در استان ولین در کشور اوکراین واقع شده‌است. در سال ۲۰۲۱، جمعیت این شهر ۱۶۳۴ نفر برآورد شده است. 